# Daniel Teglia
Daniel Teglia (nacido el 7 de marzo de 1959 en Villa Constitución) es un exfutbolista y actual entrenador argentino. Se desempeñó como delantero y debutó en Rosario Central, club con el que se coronó campeón en la Primera División de Argentina. Hizo lo propio en Colombia con América de Cali.

## Carrera
Se desempeñaba como puntero izquierdo, destacándose por su velocidad, gambeta y remate al gol. Su inicio en el fútbol profesional fue defendiendo la casaca de Central durante el Campeonato Metropolitano de 1980; fue en la primera fecha del torneo ante Quilmes (empate 2-2) en el debut en el banco canalla de Roberto Saporiti. En ese torneo marcó sus primeros dos goles: el 6 de abril ante Boca Juniors en La Bombonera (victoria 4-0) y el 20 del mismo mes ante Racing Club en Avellaneda (triunfo 4-1). Al promediar el campeonato, Ángel Tulio Zof remplazó en el cargo a Saporiti, conduciendo a Central al título en el Nacional. Teglia estuvo presente en los 20 partidos de su equipo, marcando 4 goles. Compartió delantera con Víctor Marchetti y Félix Orte. Siguió en el canalla durante el primer semestre de 1981, disputando la Copa Libertadores de ese año. Totalizó en Central 65 partidos y 7 goles convertidos.
Fue transferido a Junior de Barranquilla, donde jugó dos temporadas. Luego fichó por América de Cali, con el que se consagraró campeón en 1983. En 1984 retornó a la Argentina para jugar en el Club Atlético River Plate. En 1985, volvió a Colombia, fichando para Unión Magdalena. En el siguiente año pasó al Independiente Santa Fe, donde por una severa lesión sufrida, debió retirarse de la actividad.

### Como entrenador
Dedicó muchos años a entrenar en las divisiones juveniles de Rosario Central, llegando a dirigir al primer equipo durante la temporada 2001-02 (previamente había dirigido un partido durante la era Bauza en el Clausura 2001).
En 2003 entrenó a Tiro Federal en el Torneo Argentino A, coronándose campeón de la temporada 2002-03 y ascendiéndolo a la Primera B Nacional. En 2004 se hizo cargo de Racing de Córdoba en la misma divisional, consiguiendo el título y el ascenso a la segunda categoría del fútbol argentino. Continuó en el club de Nueva Italia durante el Campeonato de Primera B Nacional 2004-05. En 2006 tuvo un breve paso por Douglas Haig, mientras que en 2012 condujo a Guaraní Antonio Franco, ascendiéndolo al Torneo Argentino A. Entre 2013 y 2015 se desempeñó nuevamente en Rosario Central, en el cargo de coordinador general de las divisiones inferiores.
Año 2017 Entrenador en jefe de la Selección sub-23 de Arabia Saudita, Campeona del Cuadrangular en China Noviembre de 2017.
Supervisor de la Selección sub-20 de Arabia Saudita hasta marzo de 2018, clasificada a la Copa Asia 2018
Enero 2019 .Entrenador primer equipo Club Atlético Central Córdoba. Torneo Nacional de Primera C de la Asociación del Fútbol Argentino Finalista Copa Santa Fe
Julio 2019 .Entrenador primer equipo Club Atlético Boca Unidos de Corrientes. Torneo Federal A . El equipo termina el año en los primeros puestos   
Julio 2020 Director Deportivo Club Atlético Central Córdoba
Febrero 2021 Entrenador primer equipo Atlético San Jorge Finalista Torneo Federal B edición 2021/2022.

## Clubes

### Como futbolista
| Club                   | País      | Año       |
| ---------------------- | --------- | --------- |
| Rosario Central        | Argentina | 1980-1981 |
| Junior                 | Colombia  | 1981-1982 |
| América de Cali        | Colombia  | 1983      |
| River Plate            | Argentina | 1984      |
| Unión Magdalena        | Colombia  | 1985      |
| Independiente Santa Fe | Colombia  | 1986-1987 |

### Como entrenador
| Club                                       | País           | Año       |
| ------------------------------------------ | -------------- | --------- |
| Rosario Central                            | Argentina      | 2001-2002 |
| Tiro Federal                               | Argentina      | 2002-2003 |
| Racing de Córdoba                          | Argentina      | 2004-2005 |
| Douglas Haig                               | Argentina      | 2006      |
| Guaraní Antonio Franco                     | Argentina      | 2012      |
| Selección Sub-23                           | Arabia Saudita | 2017      |
| Club Atlético Boca Unidos                  | Argentina      | 2019      |
| Director Deportivo CC Central Córdoba      | Argentina      | 2020      |
| Director Deportivo Club Atlético San Jorge | Argentina      | 2021...   |

## Palmarés

### Como futbolista
| Título           | Equipo                | País      | Año    |
| ---------------- | --------------------- | --------- | ------ |
| Primera División | C. A. Rosario Central | Argentina | N-1980 |
| Primera A        | América de Cali       | Colombia  | 1983   |

### Como entrenador
| Título      | Equipo                 | País      | Año     |
| ----------- | ---------------------- | --------- | ------- |
| Argentino A | Tiro Federal           | Argentina | 2002-03 |
| Argentino A | Racing de Córdoba      | Argentina | 2003-04 |
| Argentino B | Guaraní Antonio Franco | Argentina | 2011-12 |